# Rocky Ford (Oklahoma)
Rocky Ford es un lugar designado por el censo ubicado en el condado de Delaware en el estado estadounidense de Oklahoma. En el Censo de 2010 tenía una población de 61 habitantes y una densidad poblacional de 3,12 personas por km².

## Geografía
Rocky Ford se encuentra ubicado en las coordenadas 35°11′6″N 94°28′57″O / 35.18500, -94.48250. Según la Oficina del Censo de los Estados Unidos, Rocky Ford tiene una superficie total de 31.45 km², de la cual 31.14 km² corresponden a tierra firme y (0.5%) 0.16 km² es agua.

## Demografía
Según el censo de 2010, había 61 personas residiendo en Rocky Ford. La densidad de población era de 3,12 hab./km². De los 61 habitantes, Rocky Ford estaba compuesto por el 52.46% blancos, el 0% eran afroamericanos, el 31.15% eran amerindios, el 0% eran asiáticos, el 0% eran isleños del Pacífico, el 0% eran de otras razas y el 0% pertenecían a dos o más razas. Del total de la población el 16.39% eran hispanos o latinos de cualquier raza.